# Barg-i Matal (huyện)
Bargi Matal là một huyện thuộc tỉnh Nurestan, Afghanistan. Dân số thời điểm năm 1999 là 8,417 người.